# Contaminuti
Il contaminuti è un dispositivo usato in cucina per controllare i tempi di cottura. È usato per cotture relativamente brevi ove sia necessario il conteggio preciso dei minuti, come nella preparazione delle uova sode o alla coque.

## Tipi
- clessidra, il più antico; le clessidre come le conosciamo oggi sono in uso dal Medioevo (XIII secolo), quelle usate in cucina sono piccole e hanno una durata di pochi minuti; oggi sono state pressoché del tutto soppiantate da apparecchi meccanici (anche se continuano a essere usate nei giochi da tavolo);
- contaminuti meccanico, caricabile a molla che suona al termine della carica;
- contaminuti digitale, alimentato a batterie e programmabile con tasti.

Il contaminuti si differenzia dal temporizzatore o timer (analogico e digitale) perché quest'ultimo spegne o accende un apparecchio tipo forno a microonde o piastra elettrica) secondo il tempo programmato, anziché contare solo i minuti.

## Galleria d'immagini

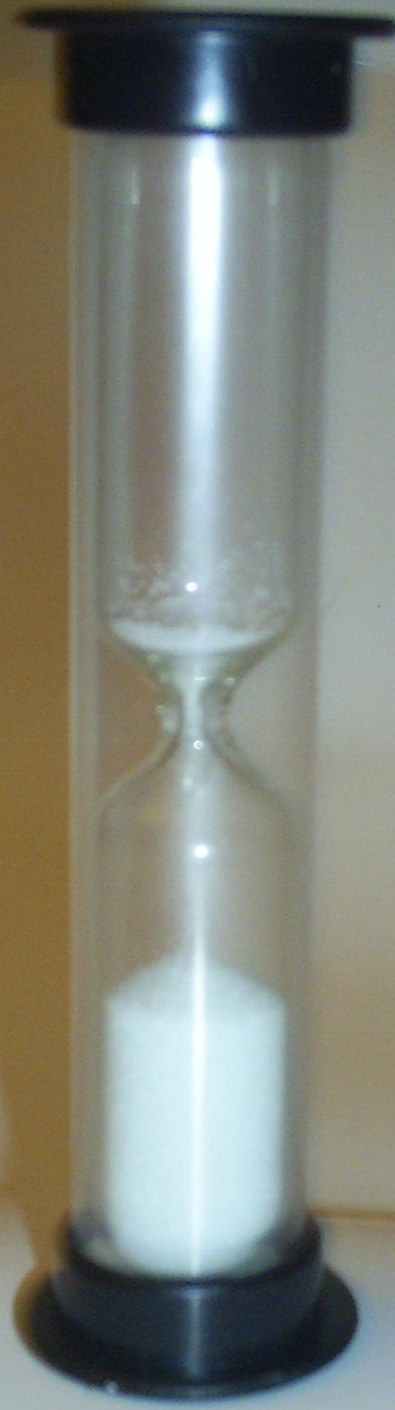
Piccola clessidra
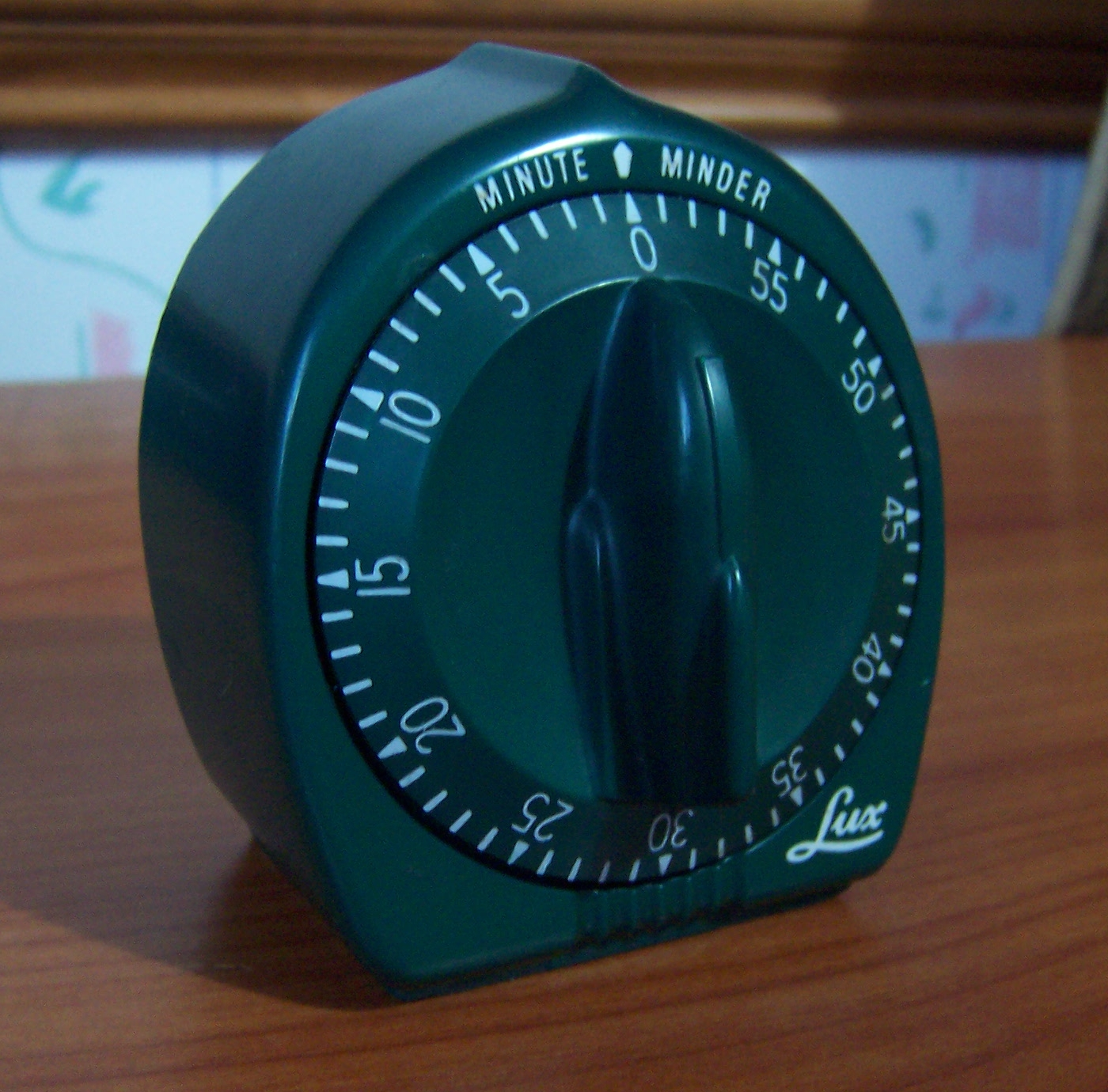
Contaminuti meccanico
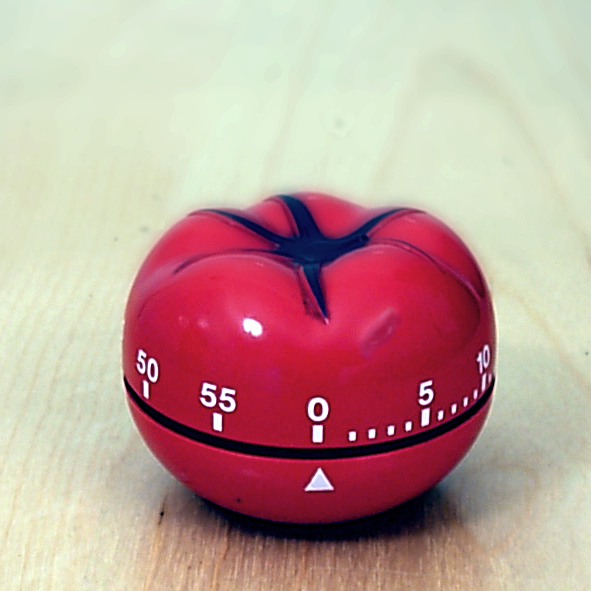
Contaminuti meccanico a forma di pomodoro
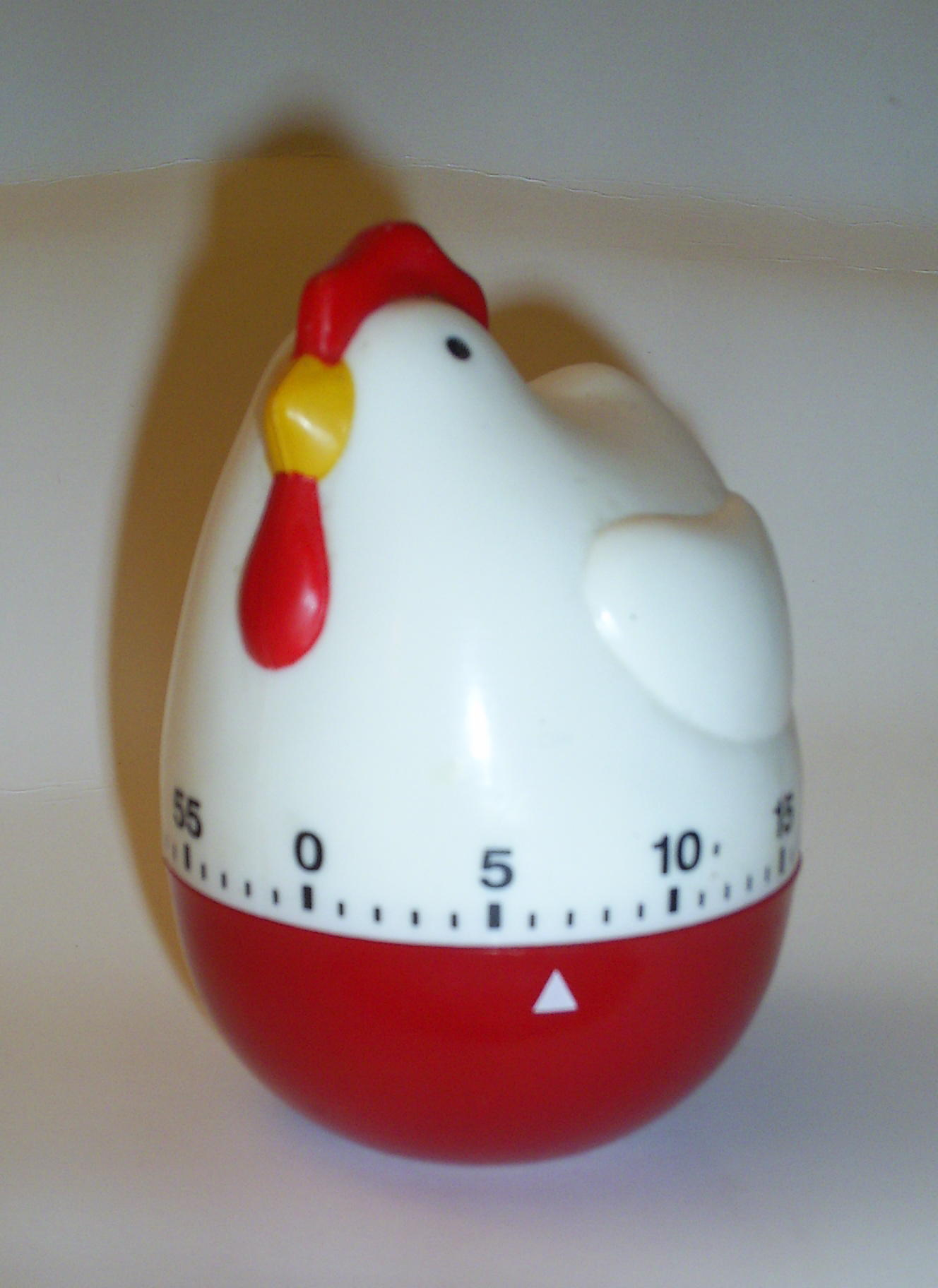
Contaminuti meccanico a forma di gallina
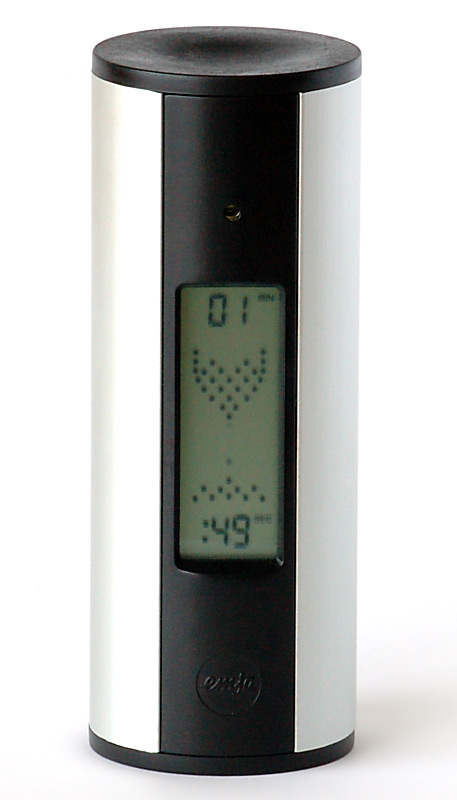
Contaminuti digitale